# Enhanced Voice Services
Enhanced Voice Services (EVS) este un standard de codare audio a vorbirii în bandă super-largă, dezvoltat pentru VoLTE și VoNR. Acesta oferă o lățime de bandă audio de până la 20 kHz și are o robustețe ridicată la bruiajul de întârziere și la pierderile de pachete, datorită codării bazate pe cunoașterea canalului și tehnicilor îmbunătățite de ascundere a pierderilor de pachete. EVS a fost dezvoltat în cadrul 3GPP și este descris în 3GPP TS 26.441. Domeniile de aplicare ale EVS includ telefonia și teleconferințele îmbunătățite, servicii de conferințe audiovizuale și streaming audio. Codul sursă al decodorului și codificatorului în ANSI C este disponibil în 3GPP TS 26.442 și este actualizat periodic. Samsung folosește termenul HD+ atunci când efectuează un apel folosind EVS.

## Istoric
Lucrările pentru EVS au început în 2007. Procesul de standardizare a durat din 2010 până în 2014, fiind finalizat în decembrie 2014 cu 3GPP Release 12. Codecul a fost dezvoltat în colaborare între producătorii de chipset-uri, telefoane mobile și infrastructură, precum și operatori și furnizori de tehnologie.
GSMA⁠(d) necesită EVS pentru programul său de licențiere a logo-ului HD Voice+.
Cei șase deținători de brevete sunt Fraunhofer IIS⁠(d), JVC Kenwood⁠(d), Nippon Telegraph and Telephone, NTT Docomo⁠(d), Panasonic și Ericsson. Printre ceilalți contribuitori se numără Huawei, Nokia, Orange, Qualcomm, Samsung Electronics, VoiceAge și ZTE Corporation. Un grup de brevete⁠(d) pentru EVS a fost listat de MPEG LA⁠(d).

## Tehnologie
EVS utilizează concepte similare cu cele ale predecesorilor săi, cum ar fi AMR-WB⁠(d), fiind compatibil retroactiv cu acesta. EVS comută între modurile de compresie a vorbirii și audio, în funcție de conținut, utilizând ACELP⁠(d) și MDCT⁠(d).
Următoarele caracteristici sunt incluse în EVS:
- Rată de biți variabilă controlată de sursă (SC-VBR)
- Detector de activitate vocală/sonoră (VAD)
- Generare de zgomot de confort (CNG)
- Ascunderea erorilor (EC) pentru pierderea pachetelor în rețele
- Modul „channel-aware” pentru îmbunătățirea rezistenței la erori de cadru/pachet
- Gestionarea tamponului de bruiaj (JBM)

Ratele de eșantionare de intrare pentru EVS pot fi de 8, 16, 32 și 48 kHz. EVS acceptă următoarele viteze de transfer (în kbps) pentru diferite lățimi de bandă:
- Bandă îngustă (NB): 5,9, 7,2, 8, 9,6, 13,2, 16,4, 24,4
- Bandă largă (WB): 5,9, 7,2, 8, 9,6, 13,2, 13,2 canal-aware, 16,4, 24,4, 32, 48, 64, 96, 128 (6,6 ~ 23,85 pentru AMR-WB IO)
- Bandă super-largă (SWB): 9.6, 13.2, 13.2 canal-aware, 16.4, 24.4, 32, 48, 64, 96, 128
- Bandă completă (FB): 16,4, 24,4, 32, 48, 64, 96, 128

Bitrate-urile pot fi schimbate la fiecare 20 ms.
Testele de ascultare subiective efectuate de Nokia au concluzionat că EVS oferă o calitate semnificativ îmbunătățită față de AMR și AMR-WB⁠(d) la toate punctele de operare.

## Adopție
Operatorii care au lansat servicii VoLTE bazate pe EVS sunt următorii:
- ETISALAT UAE
- NTT DoCoMo⁠(d)
- T-Mobile USA⁠(d)
- AT&T[10]
- T-Mobile Polska⁠(d)
- Vodafone Germany⁠(d)
- Vodafone România
- Orange România
- Orange Franța
- Free France⁠(d)Format:Fv
- SK Telecom⁠(d)
- KT Corporation⁠(d)
- LG Uplus⁠(d)
- Deutsche Telekom
- KDDI Japan⁠(d)
- China Mobile
- EE Regatul Unit⁠(d)
- Vodafone Olanda
- KPN Olanda⁠(d)
- Airtel India⁠(d)
- A1 Telekom Austria
- 3 AustriaFormat:Fv
- Swisscom⁠(d)
- Verizon Communications
- Turkcell
- TIM⁠(d)
- Wind Tre⁠(d)
- Vodafone Idea⁠(d) (V!) India
- Telekom UngariaFormat:Fv
- Telenor UngariaFormat:Fv
- Vodafone Noua Zeelandă
- Magyar Telekom⁠(d)

Începând cu 2024, există aproximativ 200 de modele de la diferiți producători de smartphone-uri care acceptă EVS:
- Apple
- Samsung
- Google
- HTC
- Huawei
- LG
- Motorola⁠(d)
- Nokia⁠(d)
- Panasonic
- Sony
- Xiaomi

## Interoperabilitate
Interoperabilitatea între operatorii de telefonie reprezintă o provocare, deoarece apelurile sunt direcționate în mod implicit prin conexiuni în bandă îngustă, ceea ce reduce calitatea vocii la un nivel inferior comparativ cu standardele EVS și HD Voice. Acest lucru se întâmplă chiar și atunci când telefoanele individuale și rețelele operatorilor de telefonie acceptă EVS. Ca rezultat, utilizatorii sunt încurajați să treacă de la apelurile telefonice tradiționale la aplicații VoIP dedicate, cum ar fi FaceTime, WhatsApp, Signal, Facebook Messenger și Telegram, atunci când calitatea apelurilor vocale rămâne slabă, în ciuda unei bune conectivități la rețea.

## Licențiere
EVS, similar cu AMR-WB și AMR-WB+, încorporează mai multe brevete. La fel ca în cazul celor două codecuri anterioare, VoiceAge Corporation este responsabilă pentru acordarea licențelor și oferă prețuri conforme cu modelul RAND (Reasonable and Non-Discriminatory).